# Nana Simopoulos
Nana Simopoulos (Baltimore (Maryland), 1958) is een Amerikaanse muzikante (gitaar, sitar, bouzouki), die voor het eerst bekend werd in de ethnojazz en soms ook new age-muziek speelt.

## Biografie
Simopoulos, afkomstig uit een Grieks migrantengezin, leerde piano op 5-jarige leeftijd en wijdde zich vervolgens aan de klassieke gitaar. Als puber bracht ze enige tijd door in Griekenland, waar ze zich bezighield met folk- en rockmuziek en in relevante bands speelde. Op 19-jarige leeftijd keerde ze terug naar de Verenigde Staten, waar ze les kreeg van Eddie Van Halen en Pat Metheny. In 1983 nam ze een eerste album op met Ray Pizzi, Charlie Haden en Billy Higgins in San Francisco, dat werd erkend door de critici van het tijdschrift DownBeat en ging toen naar New York, waar ze speelde met Don Cherry en in 1986 voor Enja Records haar plaat Wings and Air opnam met muzikanten als Naná Vasconcelos, Jim Pepper en Charlie Haden. In 1987 volgde Still Waters voor hetzelfde label. In de jaren 1990 ontwikkelde ze haar eigen esthetische benadering, waarmee ze doordrong in het circuit van de new age-muziek en die aanvankelijk werd gedocumenteerd op haar album Gaia’s Dream (1992). Op haar laatste platen werkte ze samen met de Indiase sarangispeler Ustad Sultan Khan. Haar album Daughters of the Sun, waaraan ook Badal Roy deelnam, bereikte goede posities bij zowel de new age- als de wereldmuziekradio. Op het album Skins (2016) legde ze de focus deels weer op moderne jazz (met onder meer Dave Liebman en Mary Ann McSweeney). Simopoulos componeerde ook film- en balletmuziek.
Simopoulos is professor aan de New York University en de New York City School of Visual Arts. Ze is ook de mede-oprichter en muzikaal leider van het Topia Arts Centre.